# 镜之边缘 催化剂
《镜之边缘 催化剂》是一款由EA DICE开发，EA发行的开放世界平台游戏，于2016年6月7日在 Microsoft Windows、Xbox One和PlayStation 4平台发行。本作为2008年发行的《镜之边缘》的重启之作，围绕着绯丝的出身以及她试图推翻统治玻璃之城的极权集团展开。

## 游戏玩法
《镜之边缘 催化剂》是一款第一人称动作冒险游戏，玩家控制绯丝·康纳斯（Faith Connors），行进在一个被称为“玻璃城”的未来城市。游戏将会发生在三个特性截然不同的区域，分别名为Anchor、Downtown和View。与前作《镜之边缘》类似，玩家使用跑酷运动探索城市、完成任务、逃避或击倒敌人。玩家还可以利用周边环境的物体，如溜索、壁架和钩索、干扰器等设备，以供在建筑间旅行。当玩家在地图上标记一个目标时，绯丝的“跑酷者视觉”会被激活，一些物体会以红色突出标示。这会指引玩家行动，带领玩家接近其目标。前作的线性世界被代替为一个开放世界、自由漫游的环境。这给予玩家更多的自由空间，允许玩家用多条路径到达目标。一开始玩家能活动的只是一个很小的区域，随着剧情的发展活动范围将会不断扩大。
除了战役任务外，游戏还引入了诸如时间试验、竞速和环境难题等的支线活动。此外，游戏世界中还有被称为“Gridleaks”的可收集物品。游戏的作战机制进行了大幅修改。本作移除了玩家对枪支的使用权，专注绯丝的跑酷运动和快速肉搏式攻击。绯丝在跑步时会进入聚焦模式。只要焦点足够她就能躲避敌人的子弹。当绯丝执行终结技时，游戏将切换到第三人称视角。
游戏也包括多人部分。与合作或竞争性多人游戏模式不同，游戏的特色在于多人同步，玩家在游戏中的行动可以影响游戏世界中的其他玩家。赛事排行榜也会展出。

## 剧情

### 背景
故事发生在一个虚构的国家：卡斯卡迪亚，整个国家被大财团大家族所统治，他们组成了一个叫做“砾岩”的组织，将民众分为三六九等，上层社会的人士拥有巨大的特权，衣食无忧；中产阶级每天都在庸庸碌碌的工作，心安理得的沿着既定的生活轨道前进；但是下层阶级则每天都受到压迫，无法抬头，以克虏格家族为首的砾岩组织依靠克虏格安保公司作为执法队伍，以高压政策压迫着下层人民。
然而下层人民的反抗从未停止。为了反抗砾岩的高压统治，一群有着自由信念的人站了出来，通过在楼房之间飞檐走壁，来为顾客们传递重要信息，这些人被称为信使。然而除了信使外，还有其他的反政府组织在地下秘密活动，但是终于都走上台面与政府公开对抗。
在一场失控的和平示威“十一月暴动”中，砾岩的首脑，以及克虏格家族的当家——加百列·克虏格下令开火镇压示威，在暴动中，绯丝·康纳斯的父母被杀，绯丝与双胞胎姐妹凯特失散。随后绯丝被镜之城的信使首领——诺亚所收养，并且被训练成为了一名出色的信使。
在绯丝18岁那年，由于某些原因，绯丝不得不帮助镜之城最大黑帮的首领——道元所做事。但是在一次行动中，绯丝为了保护他人而被擒，被判刑1年，随后由于在狱中犯事被再次加判9个月。在入狱前，道元为绯丝伪造了一个“菲尼克斯·卡朋特”的假身份。

### 主线
在入狱两年后，绯丝刑满出狱。正当绯丝要乘坐监狱安排的囚车离开监狱时，却被由诺亚派出的新人信使——伊卡洛斯所救走。在与诺亚的通讯中得知，那辆囚车并不是将绯丝送离监狱，而是要将其直接送往灰区的食物农场。在伊卡洛斯和诺亚的支援下，绯丝顺利脱逃。随后诺亚告知绯丝，信使大本营已经迁往微风客运站的上方。之后绯丝顺利回归信使工作，并且向诺亚致歉。
诺亚建议绯丝前往寻找一位已经退休，现在以养鸽子为生的老信使——鸟人，让他重新指导绯丝让她能重新融入信使生活。在半途中，绯丝收到了以贩卖情报以及涂鸦为生的朋友——阿牧的通讯，阿牧需要她在城市各处的继电器中获取控制芯片，并且将其送到指定地点以支援在灰区的反抗势力。
在当晚，诺亚接受了一个前往极乐实验室里进行调查的委托，诺亚把任务交由绯丝去完成。通过伊卡洛斯的探查，绯丝从清洁工维护完大厦外墙后由于大意未关闭的一扇防盗网中潜入了极乐实验室。但在获取资料的时候，绯丝发现了一位黑衣男子也潜入了此处。随后绯丝跟踪黑衣男子前往极乐实验室的核心区域，发现男子在窃取机密资料。但随即男子被加百列·克虏格所发现并制服，但就在克虏格要审问男子的时候男子却趁其不备服下了氰化物自尽，而绯丝则趁着克虏格不注意盗走了从男子身上掉下的装有机密资料的硬盘。随后绯丝在克虏格安保公司的围剿当中逃出重围回到大本营。但是由于这块硬盘，绯丝与诺亚起了争执。
回到大本营时绯丝看到诺亚为了极乐实验室与宝博爆炸案的事情正在与黑色十一月组织的首领——瑞贝卡·塞恩争执，诺亚并不同意瑞贝卡的激进做法，但瑞贝卡坚持要按自己的方式行事。绯丝决定亲自找道元交涉。道元表示如果想要还清绯丝欠他的债务的话，就要帮他做事。随后道元让绯丝前往在建的安南熙百货，破坏楼顶的调谐质块阻尼器。绯丝在破坏阻尼器之前启动了火灾警报让工人们疏散。
在破坏阻尼器后，诺亚联系了绯丝，表示伊卡洛斯失踪了，需要绯丝去寻找他。此时伊卡洛斯正被关在一个通电的牢笼内，需要绯丝去关闭电闸。当绯丝关闭电闸后，突然收到了大本营被攻击的消息，两人意识到伊卡洛斯的被捕其实是克虏格安保公司的调虎离山之计，他们的目的是大本营。随后两人火速赶回大本营，但却发现大本营已被捣毁，而诺亚失踪。在追踪的途中绯丝发现了行动的指挥者是克虏格身边的白衣女子。随后绯丝与伊卡洛斯被大批克虏格保安围攻，最后依靠纯熟的战斗技巧，绯丝顺利逃脱。
在伊卡洛斯的建议下，侥幸逃脱的两人准备前往重划区的地底投靠黑色十一月。在前往重划区的途中，绯丝看到了克虏格放出的诺亚被杀的消息。当到达黑色十一月基地后，绯丝和瑞贝卡起了争执，瑞贝卡表示绯丝拿到手的东西是个麻烦，现在只有她能罩住绯丝。
次日瑞贝卡找到绯丝，表示克虏格安保公司已经找到地下，并且放置了无人哨戒炮，瑞贝卡需要绯丝在哨戒炮启动前摧毁哨戒炮。在破坏哨戒炮后，瑞贝卡调查到了白衣女子的动向，众人密谋准备以瑞贝卡自己作为诱饵引出白衣女子并且使其进入埋伏以抓住她来威胁克虏格逼迫其与黑色十一月交换人质。瑞贝卡安排伊卡洛斯与绯丝清理逃脱路线。在伊卡洛斯的吊机支援下，绯丝成功的关闭了所有哨戒炮，而黑色十一月也顺利的抓住了白衣女子。随后瑞贝卡对白衣女子进行审问，而白衣女子看到绯丝的时候露出了一丝惊讶的神情。
阿牧给绯丝带来了一个情报：大本营附近也被克虏格安保公司安装了监控天线。当绯丝回到大本营时却发现大本营已被重兵把守，但绯丝仍然破坏了监控天线。随后道元联系了绯丝，称诺亚可能还没死，只要绯丝愿意为道元再做一件事，就会透露诺亚的情报，绯丝答应了道元的请求。
绯丝回到地牢，跟白衣女子进行交涉并且提出了一个条件。如果白衣女子能提供情报给绯丝且情报属实，绯丝就会放走她。白衣女子透露只有克虏格高层才有权限从主机上调出资料，随后绯丝联系了塑胶怪，让她帮忙入侵克虏格主控中枢。塑胶怪让绯丝通过VTOL进入克虏格安保公司总部。绯丝通过维护通道潜入服务器区并且连线了服务器，获得了囚犯名单，得知诺亚被关在一个叫做“王国”的设施。随后塑胶怪协助绯丝通过地铁回到微风客运站。
顺利逃脱的绯丝马不停蹄的前往道元的住处寻找道元，意图以当道元的信使为条件换取王国设施的方位，但道元并未答应，不过还是透露了王国设施在重划区的地下，也就是黑色十一月总部的下面。随后绯丝回到黑色十一月总部，却发现白衣女子被带走，将要被处决。绯丝赶在处决前赶到并阻止了处决，并且说出了白衣女子就是自己的双胞胎姐妹凯特·康纳斯的事情。原来当年凯特与绯丝失散后被克虏格所收养，并且改名为伊莎贝尔·克虏格。绯丝向瑞贝卡谈条件，让其暂时放弃处决凯特。
伊卡洛斯想要与绯丝一起进入王国营救诺亚，但绯丝要求伊卡洛斯留在黑色十一月看管凯特，她自己独自一人潜入王国。在潜入的时候，塑胶怪查出了镜之反射其实是一种通过注射进入人体而对人民思想行为进行监控的纳米机器人，而架设在各处的监控天线其实就是镜之反射的控网节点。伊卡洛斯跟绯丝透露瑞贝卡准备将凯特带往地面，但是由于讯号干扰使得通讯中断。
在进入地下监狱时，绯丝遇到了此前在极乐实验室与克虏格一同出现的雅琳·米拉部长，而她现在也作为了王国的阶下囚。雅琳向绯丝说出了她以前曾经与绯丝父母共事的事情，并且她是因为对于镜之反射的追问过多，同时由于绯丝盗走镜之反射设计图的原因所以被克虏格当作替罪羔羊而逮捕入狱。雅琳向绯丝透露，诺亚在一小时前被克虏格带到审问室进行审问。绯丝答应雅琳帮她逃离王国。当绯丝到达拷问室时，发现克虏格正在拷问诺亚，但是诺亚不肯透露绯丝的任何消息。克虏格恼羞成怒的处决了诺亚，尽管绯丝冲进拷问室关闭了处决系统，但仍然无力回天。
次日，绯丝前往道元的住处，对诺亚之死、母亲以前是镜之反射的开发人员以及凯特在克虏格手下做事的三重打击下，绯丝自暴自弃，但是道元的一番激将话语使绯丝重新振作起来。道元向绯丝透露，克虏格在奇景区有一间私人公寓，在那里可以直接连接上克虏格的私人网络获取他的指纹来阻止镜之反射。道元让塑胶怪帮助绯丝找到进入公寓的路，但塑胶怪表示由于之前入侵克虏格服务器区域的事情，克虏格安保公司已经全部更换了通讯系统，同时上次通过VTOL入侵的方法也行不通，雅琳则提议绯丝穿过马勒思美术馆到达公寓。绯丝突出重围进入了克虏格的家庭办公室。但正当绯丝下载克虏格的指纹的时候，克虏格发现了绯丝入侵。尽管克虏格对绯丝晓之以情想要拉拢绯丝，但是绯丝并不买账。正当克虏格恼羞成怒准备命人抓住绯丝时，远处的镜之城地标建筑——沙德大厦突然发生大爆炸。由于爆炸导致克虏格的安全系统混乱，绯丝得已通过抓住无人机逃离现场。
回到塑胶怪的巢穴，雅琳告诉绯丝，必须要赶在沙德倒塌之前将指纹和病毒连入最高控网，否则一旦沙德倒塌，就无法再连接最高控网主机，没有任何办法能阻止镜之反射启动。但是前提是要先入侵位于市区的三个客运控制中枢以干扰地铁信号，好让绯丝能顺利通过地铁潜入沙德。
在出发前众人祝愿绯丝能平安归来。绯丝成功进入了沙德主机。但正当绯丝要将病毒输入主机时，克虏格带着两个哨兵出现在主控室。绯丝怒斥克虏格扭曲了母亲的理念，但克虏格则为自己辩解，随后命令哨兵逮捕绯丝。在绯丝放倒哨兵后，克虏格想要夺走硬盘阻止病毒载入，但绯丝阻止了克虏格的行动。随后克虏格拔出警棍想要击倒绯丝，但是被绯丝轻松打倒。而在此时，凯特进入主控室，克虏格立马下令要凯特夺走硬盘，但当凯特正准备行动的时候，病毒载入完毕。见势不妙的凯特夺路而逃，而绯丝则连忙追了上去。
绯丝一路追着凯特到了沙德副楼的停机坪，然而凯特怀着对绯丝当年抛弃她的恨意与绯丝大打出手。尽管绯丝如何解释，凯特仍然无动于衷，但最后还是无法对自己亲姐妹下手。此时停机坪就要倒塌，而克虏格乘坐着VTOL试图接走凯特，但绯丝揭露了克虏格杀死父母的真相。恼羞成怒的克虏格命令手下开枪，但凯特拦在了绯丝面前使得克虏格无法命令开枪。正当克虏格犹豫之际，大楼倒塌的碎石击中了VTOL，克虏格从VTOL上掉下，而此时停机坪也开始倒塌，绯丝将要坠落深渊但是抓住了平台边缘。正当绯丝无力支撑将要坠落深渊之际，凯特及时赶到抓住绯丝并把她救了起来。然而后方传来了克虏格的呼喊，绯丝劝说凯特别走，但凯特仍然抛下绯丝离去。绯丝在获救后连忙逃离坠落的停机坪，当她以为凯特与克虏格与停机坪一同坠落深渊的时候，她看到了凯特已经登上一台VTOL逃离，然而克虏格却并未出现在VTOL上。绯丝目送凯特乘坐VTOL离开了沙德。
最后，绯丝从道元处拿回了母亲的心血，并让伊卡洛斯将其纹在自己右臂上。虽然镜之城还是和以前一样一成不变，但是人民的反抗意识已经出现，绯丝他们已经掀起了开端，只等最后一点火星即可燎原。绯丝、伊卡洛斯和雅琳三人重建了大本营，他们从电视新闻得知，凯特已经接过克虏格安保公司总裁的位置，而克虏格则在沙德事件中殒命。当伊卡洛斯询问绯丝以后的打算时，绯丝表示仍然会作为一个信使活下去。

## 开发
《镜之边缘》新作于2013年6月在E3 2013的EA新闻发布会上正式披露。游戏将登录Microsoft Windows、Xbox One和PlayStation 4平台。游戏宣布为《镜之边缘》的前传，展现绯丝的早年。游戏将使用新的寒霜3引擎代替虚幻引擎。但之后萨拉·扬森称游戏不能被视为重启或前传。EA于2013年证实本作将是一个“开放世界动作冒险”游戏。根据DICE总经理卡尔·马格纳斯·特勒德松（Karl Magnus Troedsson） ，游戏将专注第一人称战斗机制，这基于前作的第一人称运动力学。由于游戏采用自由漫游环境，跑酷者的视野被完全重新设计以适应这种结构。在《催化剂》中，玩家可以计算出目标或路径点的路径。
游戏于E3 2014上做了第二次展示。新《镜之边缘》将会为绯丝和跑酷者提供更多样的玩法，他们将致力于一个比前作更大的目标。2014年1月，前作编剧蕾哈娜·普拉切特在Twitter上表示她和大多数原作团队成员都不会参与新游戏的开发。《镜之边缘 催化剂》确认计划于2016年2月23日发布，但之后发布时间被推迟。
《镜之边缘 催化剂》于E3 2015之前的2015年6月正式公布。DICE产品经理萨拉·扬森确认游戏并非续作，但会深入探索绯丝的过去，同时加强对上一作第一人称视角的体验。6月15日于E3，DICE发布了《镜之边缘 催化剂》的新预告片，展示了游戏的故事情节与设定元素。游戏将为开放世界设计并且绯丝将不能再使用枪支。游戏的珍藏版于2015年7月9日公布，包括一个绯丝的塑像、一份钢制书册、一副平版画、临时纹身贴和一个包装盒等。
DICE宣布《镜之边缘：绪论》（Mirror's Edge: Exordium）将作为前传漫画书引出《镜之边缘 催化剂》的故事情节。漫画于2015年9月9日由黑马漫画出版。
2015年9月30日，前作《镜之边缘》的原声作曲家太阳能场宣布再次为《催化剂》谱曲创作。10月29日，EA宣布本作将发售时间延期至2016年5月24日，让DICE有更多的时间打磨游戏。2016年4月21日，EA和DICE宣布本作再次将发售日延期至2016年6月7日。